# اینیشال دی
اینیشال دی (به انگلیسی: Initial D) مجموعه مانگا ژاپنی در سبک مسابقه خیابانی است که توسط شویچی شیگنو نوشته و تصویرسازی شده است که از سال ۱۹۹۵ تا ۲۰۱۳ در هفته‌نامه یانگ مگزین منتشر شد و چپترهای آن در ۴۸ جلد تانکوبون گردآوری شده است.
داستان در دنیای مسابقات خیابانی غیرقانونی ژاپن جریان دارد که مسابقه‌ها در گردنه‌های کوهستانی و به ندرت در شهرها یا مناطق شهری انجام می‌شود و به‌طور خاص بر سبک مسابقه دریفت تأکید شده است. داستان در استان گونما، به‌طور خاص در چندین کوه در منطقه کانتو و شهرها و شهرهای اطراف آنها متمرکز است. همه مکان‌ها بر اساس مکان‌های واقعی در ژاپن است ولی برخی از مکان‌هایی که شخصیت‌ها در آن مسابقه می‌دهند تخیلی هستند.
اینیشال دی توسط چندین استودیو در چندین سریال تلویزیونی انیمه و اووی‌ای اقتباس شده است. همچنین از این مجموعه یک فیلم لایو اکشن در سال ۲۰۰۵ به اکران درآمده است. تا آوریل ۲۰۲۱، این اثیر بیش از ۵۵ میلیون نسخه به فروش رسانده که آن را به یکی از پرفروش‌ترین مجموعه‌های مانگای تاریخ تبدیل کرده است.
انیمه اینیشیال دی با نام رویای رانندگی از شبکه تهران و شبکه امید پخش شده است.